# Pseudopanurgus rugosus
Pseudopanurgus rugosus är en biart som först beskrevs av Robertson 1895.  Pseudopanurgus rugosus ingår i släktet Pseudopanurgus och familjen grävbin. Inga underarter finns listade i Catalogue of Life.